# Офхоллия
Офхоллия(Фортуния)— вымышленная страна, которая находится в другой вселенной. Своё название страна получила в честь Феникса(в переводе с Иврита: холл - прах, пепел, оф - птица). Второе название произошло от слова "Фортуна"(в переводе с латинского языка - судьба, случай, также зовут Богиню удачи в древнеримской мифологии).

Создана: 17.03.2024 г.
Площадь: 10'000 x 10'000 квадратных метров.
Количество жителей: В год варьируется от 8'000'000 до 11'000'000.
Рождаемость: 19'000 в год.
Смертность: 15'000 в год.
Правитель: имя неизвестно, зовёт себя Богом.
Развитие страны: Офхоллия очень сильно развита научно и культурна.
Главное мероприятие: Боброфест - праздник бобров, сделанный, чтобы расслабиться на один день, проходит два раза в год: первый раз - 17.03, второй раз - 17.09.

Войны и военный потенциал: за первое полугодие(17.03.2024 г - 03.9.2024 г.) страна развивалась вполне неплох. Быстро были построены заводы, бобринные фермы. Вскоре страна превратилась в мегаполис, были построены подземные лаборатории, в которых выращивали клонов. Как не странно, такая мощная страна встала на путь уничтожения других госудратсв. 19 марта 2025 года Офхоллия объявила войну, так называемой организации "САПОГ"(Организация состоящая из мелких организаций, разбросанных по миру). На момент 05.07.2025 г. война закончилась ничьей, потерь нет ни у одной страны.